# Margareta von Antiochia

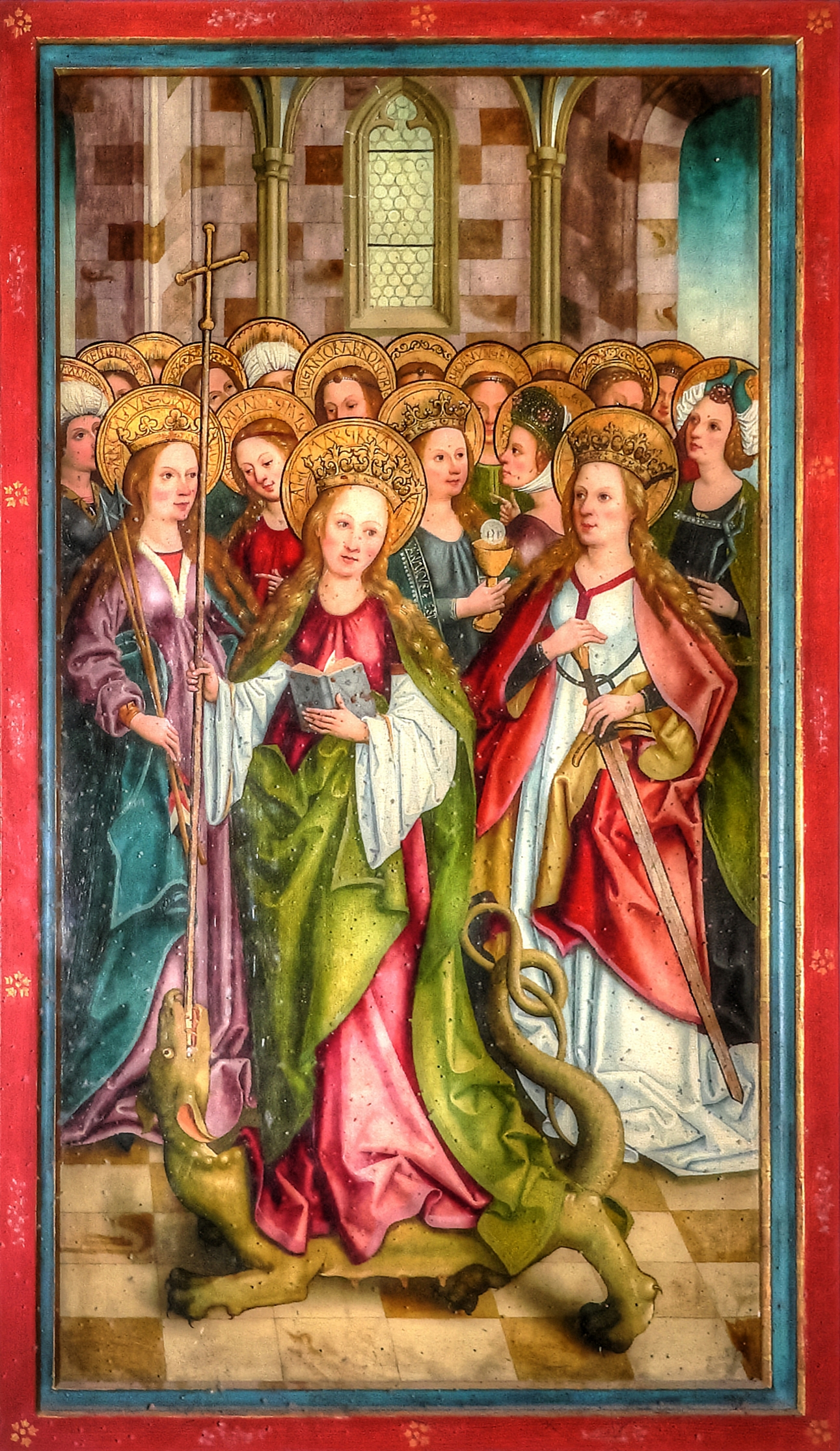
„Hl. Margarete mit einer Gruppe heiliger Jungfrauen“, Bartholomäus Zeitblom (um 1489–1497) im Ulmer Münster

Margareta von Antiochia, in der orthodoxen Kirche Marina, in Okzitanien und der Provence Magali, (* in Pisidien; † um 305) war eine Geweihte Jungfrau und Märtyrerin an der Wende vom 3. zum 4. Jahrhundert.

## Legenden

### Überlieferung 1

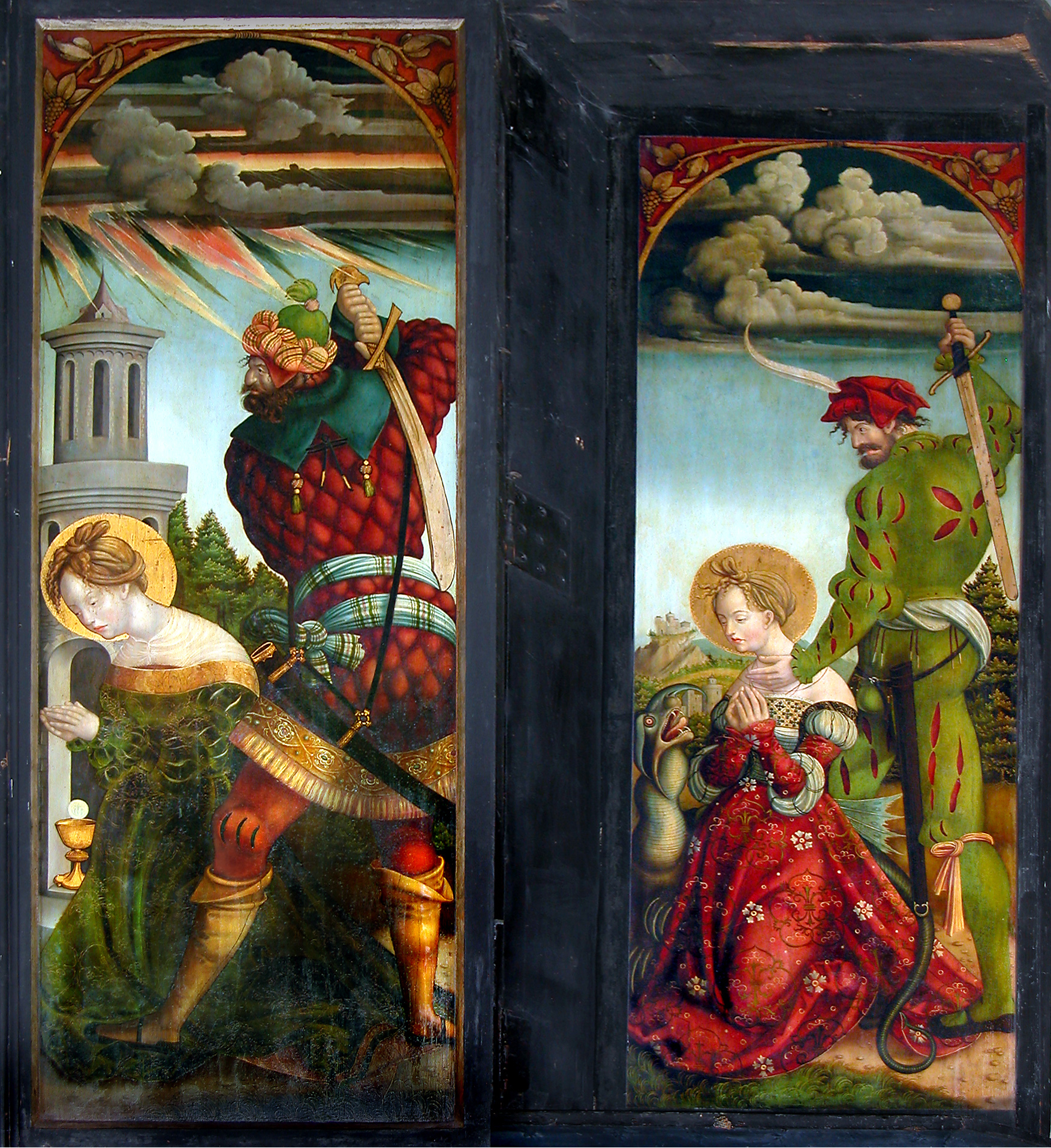
Flügelaltar Oberbobritzsch: links Hinrichtung der hl. Barbara von Nikomedien, rechts hl. Margareta von Antiochia

Margareta war die Tochter eines heidnischen Priesters und wurde von einer christlichen Amme erzogen. Als der Vater die Hinwendung der Tochter zum christlichen Glauben bemerkte, denunzierte er sie beim Stadtpräfekten. Vor Gericht gestellt, weckte sie das Begehren des Richters, der sie umso härter bestrafte, als sie ihn zurückwies: Sie sollte mit Fackeln versengt und in Öl gebraten werden. Als sie bei dieser Prozedur unverletzt geblieben sein soll, wurde sie enthauptet. Zahlreiche Menschen ließen sich infolgedessen taufen.

### Überlieferung 2

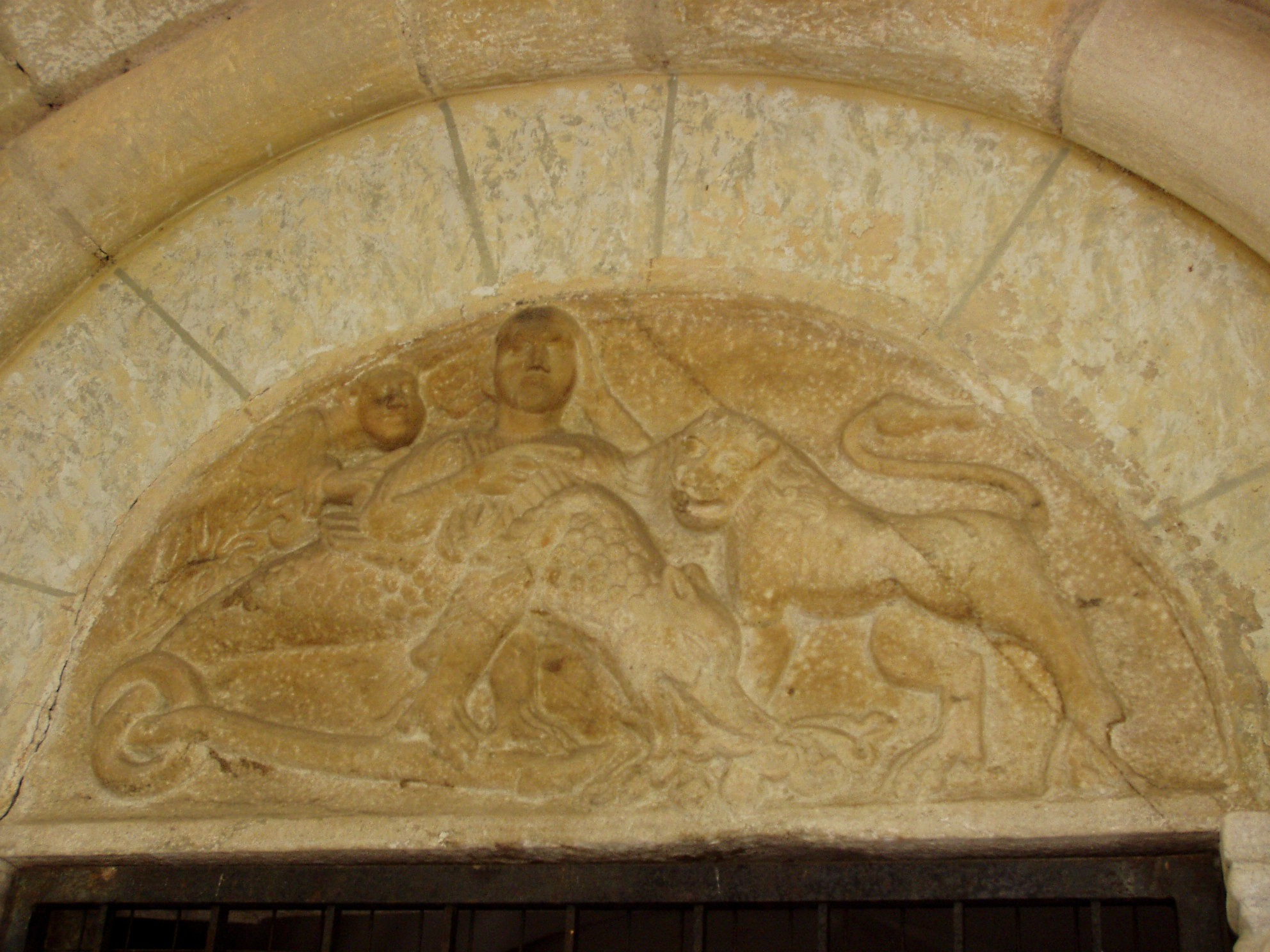
Die Legende vom Drachen am Tympanon des Westportals der Pfarrkirche Lieding, Kärnten

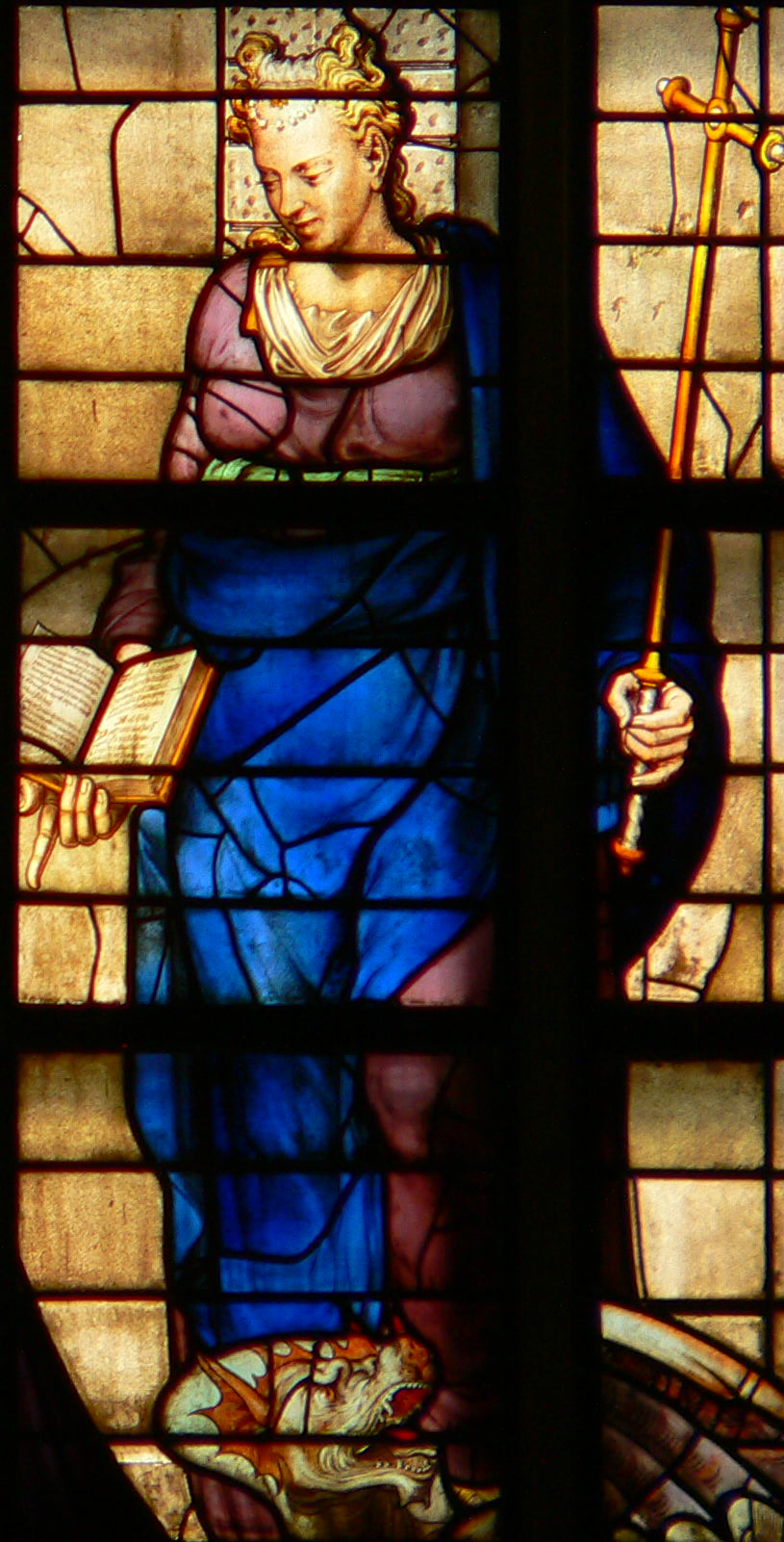
Margareta von Antiochia in einem Glasfenster in der Sint Janskerk in Gouda

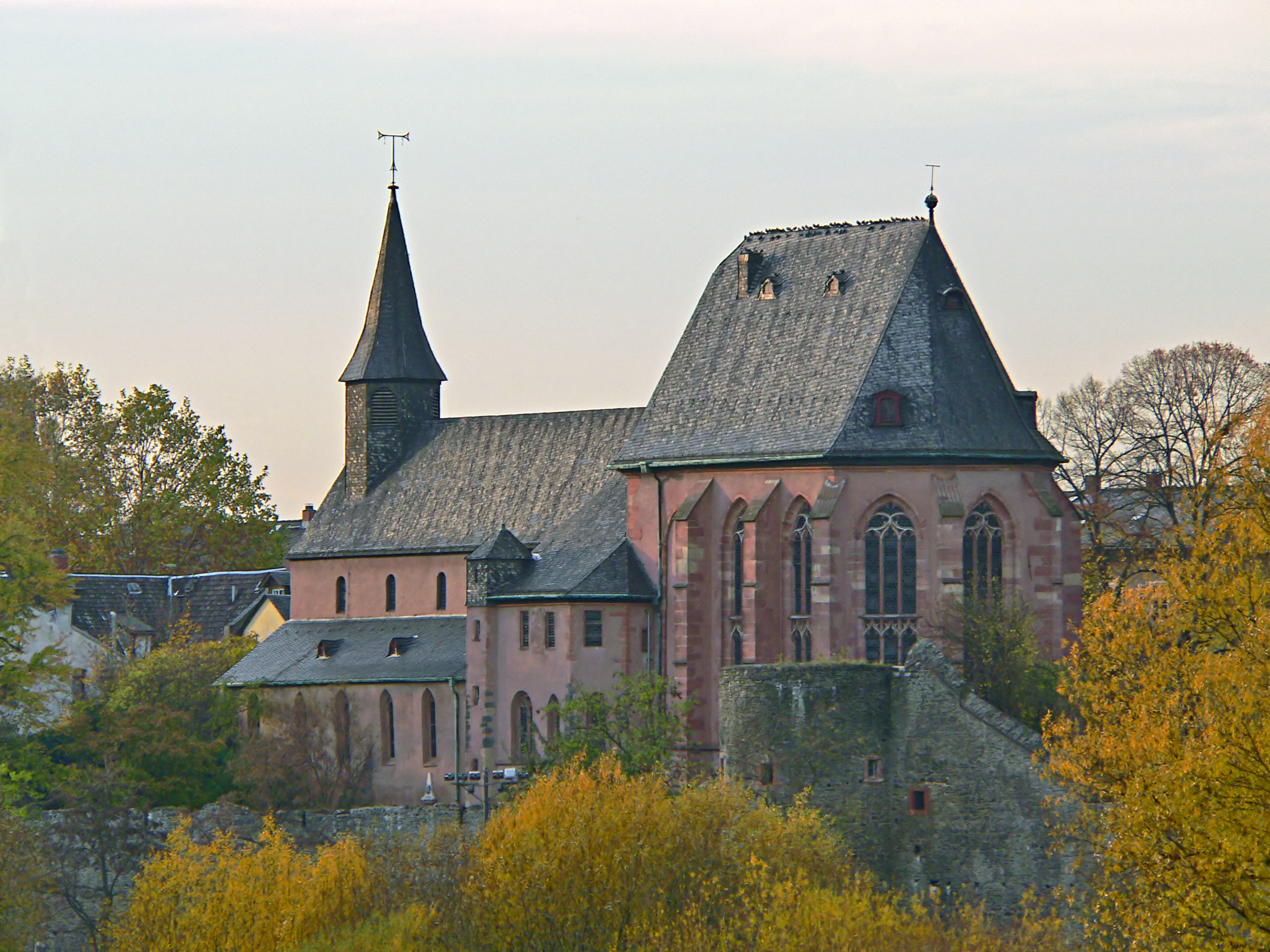
Die der hl. Margaretha geweihte Justinuskirche in Frankfurt-Höchst

Die andere Überlieferung sieht sie als Schäferin und den Stadtpräfekten (mit Namen Olybrius) als denjenigen, der sie begehrte und den sie zurückwies. Margareta wurde im Gefängnis mit eisernen Kämmen und Fackeln gefoltert. Ihre Wunden heilten immer wieder, so kam es auch hier zu außerordentlich vielen Bekehrungen. Schließlich wurde Margareta durch Enthaupten hingerichtet.
Diese zweite Überlieferung weist Weiterungen auf, die für die heutige Verehrung Margaretas bedeutsam sind: Im Gefängnis erschien ihr ein riesiger Drache (oft der verwandelte Stadtpräfekt), um sie zu verschlingen. Das Kreuzzeichen, das sie schlug, rettete sie jedoch. Auf dem Weg zur Hinrichtung betete sie für ihre Verfolger, diejenigen, die sich in Zukunft an sie wenden würden, vor allem aber für Schwangere und Gebärende. Deshalb gilt sie auch als eine der vierzehn Nothelfer.
Eine andere Quelle beschreibt es so, dass sie von einem Drachen verschlungen worden war. Daraufhin schlägt sie das Kreuzzeichen und lässt somit das Ungeheuer zerspringen. Weil sie derart dem Leib des Drachen unversehrt entkommen war, galt sie als Patronin der Schwangeren.

## Verehrung
Jeanne d’Arc gibt Margareta als eine der Stimmen an, von denen sie geleitet wurde. Sie zählt, zusammen mit den hll. Barbara und Katharina, zu den 14 Nothelfern, unter Hinzunahme der hl. Dorothea bilden sie die Gruppe der Virgines capitales, der bedeutenden Jungfrauen.

### Gedenktag
Ihr Gedenktag ist in der katholischen Kirche, in der evangelischen und in der anglikanischen der 20. Juli, in der orthodoxen der 17. Juli. In alten Kalendern findet sich auch der 13. Juli. Es ist der Tag, an dem früher die Bauern mit der Ernte begannen.

### Patronate
Die hl. Margareta ist die Schutzpatronin der Bauern, bei Schwangerschaft und Geburt, der Jungfrauen, Ammen und der Gebärenden. Sie wird gegen Unfruchtbarkeit, bei Wunden und Gesichtskrankheiten und zum Schutz „gegen Unholde aus der Tiefe des Wassers“ angerufen.
Aus Hans Finks Die Kirchenpatrozinien Tirol geht hervor, dass die älteste St.-Margaretha-Kirche schon um 812 in Schlitz geweiht wurde und dass 22 Filialkirchen und vier Kapellen ihrem Patrozinium übergeben wurden. In Niederösterreich sind die Pfarrkirchen von Pfarrkirche St. Margarethen an der Sierning, von Fels am Wagram, von Stift Ardagger, von Sieghartskirchen und die Pfarrkirche Niederranna der heiligen Margareta geweiht. In Oberösterreich ist die hl. Margareta Patronin der Pfarrkirche Lembach im Mühlkreis, in Kärnten der Pfarrkirche Lieding. Ein Patrozinium in der Steiermark ist die Pfarrkirche Bad Mitterndorf.
In Deutschland ist die karolingische Justinuskirche in Frankfurt-Höchst seit dem 13. Jahrhundert der hl. Margareta geweiht, so auch die Margaretenkirche in Kamen-Methler, die St.-Margareta-Kirche in Dortmund-Eichlinghofen, die Pfarrkirche St. Margaretha in Emstek und die evangelische Margarethenkirche in Wesertal-Vernawahlshausen. Mittelalterliche Margarethen-Kapellen stehen beispielsweise in Dortmund-Barop, Porta Westfalica, Muggensturm, Herbolzheim und Holzingen. Die 1911 fertiggestellte Pfarrkirche in Köln-Libur ist ebenfalls der Hl. Margaretha geweiht. Das Patrozinium ist bereits für 1582 nachgewiesen, als der erste Kirchenbau des Ortes errichtet wurde. Im saarländischen Bebelsheim wurde die hl. Margareta 1809 Kirchenpatronin, nachdem dort innerhalb von 15 Jahren 40 junge Frauen nach der Geburt ihres Kindes verstorben waren. Im sauerländischen Ennest ist die heilige Margareta die Orts- und Kirchenpatronin sowie die Patronin des örtlichen Schützenvereins St. Margareta. Das Ennester Schützenfest findet alljährlich am 3. Wochenende im Juli gemeinsam mit dem Patronatsfest der Kirchengemeinde statt. Sie ist außerdem Schutzpatronin der Stadt Kahla und in deren Stadtwappen dargestellt.

### Darstellungen
In der christlichen Ikonographie gibt es Darstellungen Margaretas seit dem 10. Jahrhundert (im Osten) bzw. 12. Jahrhundert (im Westen, zum Beispiel in der Kathedrale von Tournai). Margaretha wird häufig – so auf dem Gnadenaltar in Vierzehnheiligen – mit einem Drachen als ikonographisches Heiligenattribut dargestellt. Ein weiteres Attribut ist ein kleines Kreuz.

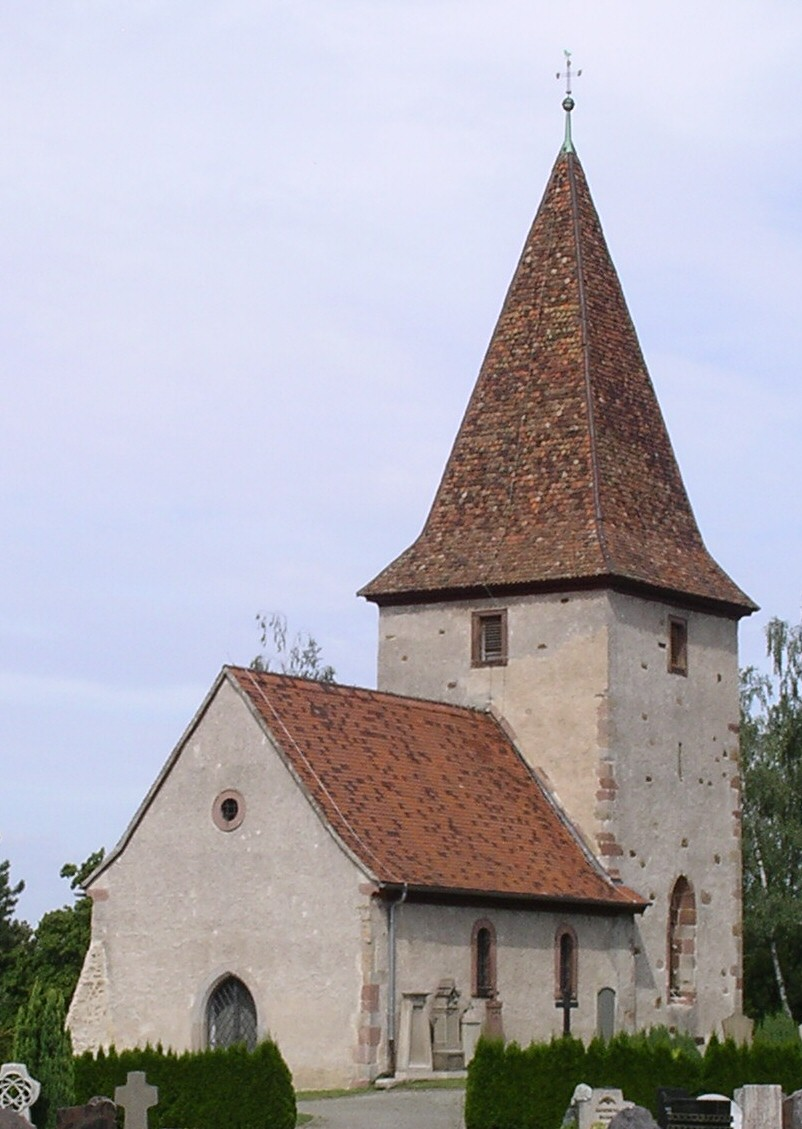
St.-Margarethen-Kapelle in Muggensturm (Baden)

Darstellungen der heiligen Margareta gibt es von Hugo van der Goes (Portinari-Altar, um 1475, Uffizien, Florenz), Raffael (1518, Paris, Louvre) und Tizian (1550/52, Real Sitio de San Lorenzo de El Escorial). An einer Hausfassade (15. Jahrhundert) auf dem venezianischen Campo Santa Margherita befindet eine Skulptur der Heiligen mit einem Drachen zu ihren Füßen. Auf dem gotischen Tafelbild (Ivo Strigel) der St.-Georgs-Kapelle in Meierhof Obersaxen trägt Margareta den Drachen auf den Armen, und in Surin an einer Renaissancestatuette führt sie ihn an der Leine. Auf dem Gemälde der Arnolfini-Hochzeit von Jan van Eyck erscheint die hl. Margareta samt Drache als kleine Holzfigur auf dem Pfosten des Stuhls neben dem Bett.
Caminada dokumentierte das rätoromanische Margaretha-Lied (Canzun de Sontga Margriata, „Lied von der heiligen Margareta“), das noch vor 150 Jahren von den Bäuerinnen Rätiens bei der Feldarbeit gesungen wurde.
Eine ausführliche Darstellung des Martyriums der Hl. Margarete ist in der Stabkirche zu Torpo am Holzgewölbe von Ende des 12. Jahrhunderts erhalten.